# Squalius zrmanjae
Squalius zrmanjae és una espècie de peix cipriniforme de la família dels ciprínids.

## Morfologia
Els mascles poden assolir els 28 cm de longitud total.

## Distribució geogràfica
Es troba a Croàcia.